# Leandre Adsuara Llorens
Leandre Adsuara Llorens (Vila-real, 1940 - 9 de novembre de 2019) fou un agricultor i activista valencià, impulsor del sindicat agrari Unió de Llauradors. Militant del carlisme valencià des de molt jove, va ser secretari de relacions sindicals de el Consell de les Comarques Nord de el Partit Carlista del País Valencià. Després de la Transició espanyola va passar a militar en l'esquerra nacionalista (en Unitat del Poble Valencià i posteriorment en el Bloc Nacionalista Valencià i en Compromís). El 2012 Carles Xavier de Borbó i Parma li va imposar la Creu de la Legitimitat Proscripta. El 2019 va rebre el premi 20 de febrer de l'ajuntament de Vila-real.